# Zlati hrček
Zlati hrček, tudi sirski hrček (znanstveno ime Mesocricetus auratus) je vrsta hrčka, ki v naravnem okolju prebiva na sušnih območjih severa Sirije in juga Turčije. Zaradi uničevanja življenjskega prostora za kmetijske namene je ogrožena vrsta.
Odrasli hrček je dolg od 13–18 cm in živi od dveh do treh let. V nasprotju z ujetništvom, kjer so aktivni ponoči, so v naravnem okolju aktivni podnevi, verjetno zaradi izogibanja nočnim plenilcem, kot so sove.
Zlati hrček je s svojo pokornostjo, ljubkostjo in radovednostjo priljubljen kot domači ljubljenček. Zaradi razmeroma velikih jeter in s tem velike sposobnosti razstrupljanja (detoksifikacije) ga pogosto uporabljajo za raziskave učinkov alkohola. Velika sposobnost razstrupljanja je povezana s poletnim zbiranjem in shranjevanjem sadja pod površjem, kjer fermentira, ter posledičnega prehranjevanja s tovrstnim sadjem pozimi, ki vsebuje razmeroma velike količine alkohola.